# Жаксыбай
Жаксыбай (каз. Жақсыбай, до 1992 года — Свердлово) — село в Жанибекском районе Западно-Казахстанской области Казахстана. Административный центр Жаксыбайского сельского округа. Код КАТО — 274237100.

## Население
В 1999 году население села составляло 1404 человека (715 мужчин и 689 женщин). По данным переписи 2009 года, в селе проживало 1315 человек (671 мужчина и 644 женщины).